# Operación Swatow
La Operación Swatow (del 21 al 27 de junio de 1939; en chino: 潮汕戰鬥) fue parte de una campaña de Japón durante la segunda guerra sino-japonesa para bloquear China a fin de evitar que se comunicara con el mundo exterior e importara las armas y los materiales necesarios. El control de Shantou y su puerto proporcionaría una base para hacer más efectivo el bloqueo de la provincia de Cantón.

## Orden de batalla
Parte del Destacamento de Gotō y una parte de la 9.ª Fuerza Naval Especial Japonesa de Sasebo desembarcaron en la costa este el 21 de junio cerca del aeródromo este de Shantou. Otras tropas japonesas en más de diez barcas a motor avanzaron por el río Han y desembarcaron en Mei-hsi (cerca de la moderna Anbu) cortando la carretera entre Shantou al norte y Chao-chow. Un ataque coordinado de los japoneses expulsó a los defensores chinos, la brigada de Hua Chen-chung y las unidades de la milicia local de la ciudad de Shantou. Regresaron a la línea Yenfu-Meihsi el 23 de junio.
Los japoneses también habían desembarcado en Jiao Yu, la isla al sur de Shantou, el 22 de junio. Ocuparon toda la isla el 24 de junio. Los chinos retrocedieron a Fuyang el 24 para bloquear los accesos a Chaochow mientras los japoneses desembarcaban refuerzos. Avanzando hacia el norte en persecución, los japoneses también enviaron fuerzas río arriba y aterrizaron en la retaguardia china, parte de la fuerza china luego retrocedió a la ciudad mientras que el resto se trasladó a las montañas al noroeste de la ciudad. Los japoneses que avanzaban desde el oeste capturaron Chaochow el 27 de junio después de intensos combates callejeros. Más tarde, los chinos enviaron refuerzos de la 5.ª División de Reserva y la 1.ª Columna de Avanzada para bloquear a los japoneses de nuevos avances y llevar a cabo una guerra de guerrillas en sus posiciones y líneas de comunicación.